# Milova, Arad
Milova este un sat în comuna Conop din județul Arad, la limita între regiunile istorice Banat și Crișana, România.

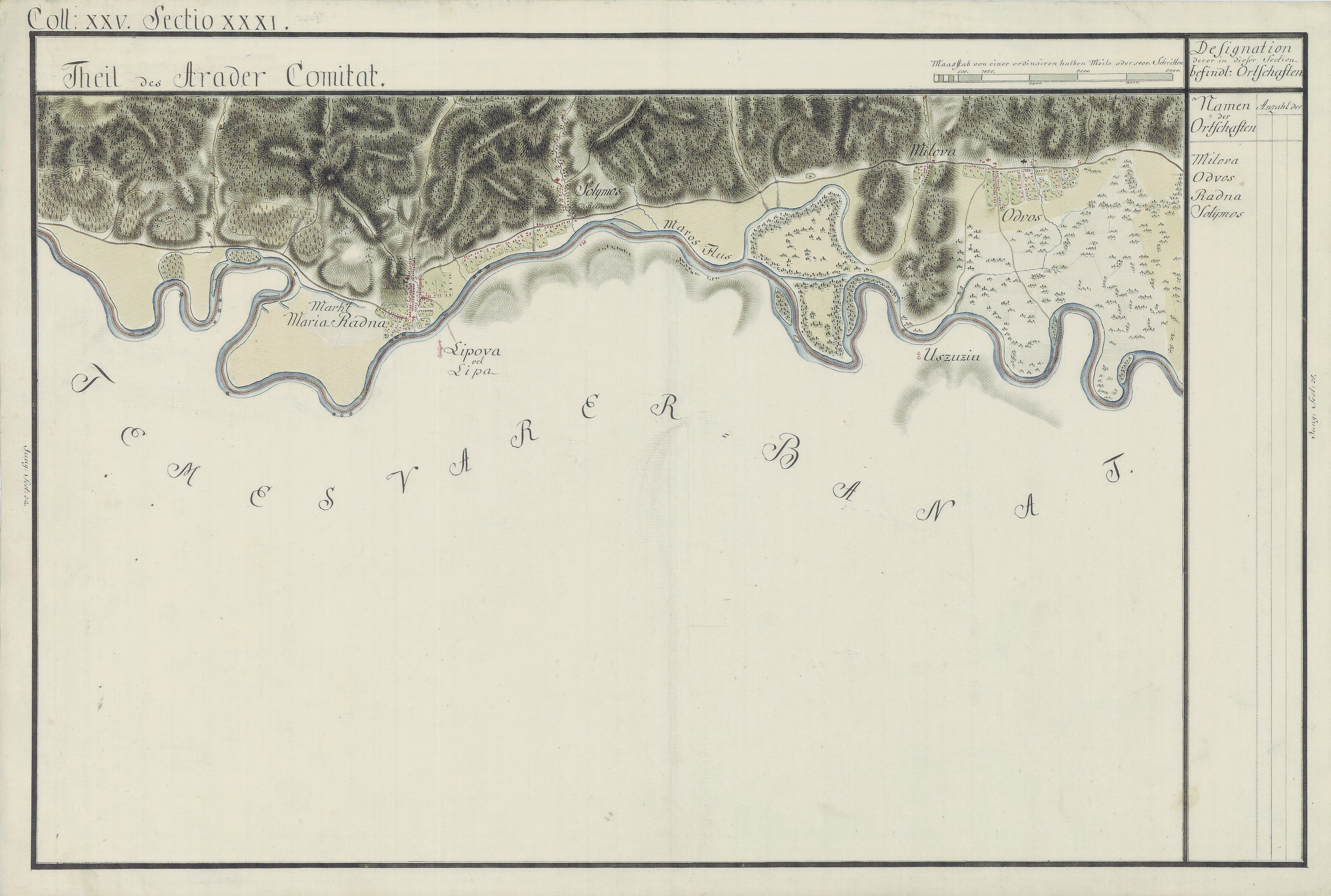
Milova în Harta Iozefină a Comitatului Arad, 1782-85